# Útica
Útica è un comune della Colombia facente parte del dipartimento di Cundinamarca.
Il centro abitato venne fondato da Calixto e Anselmo Gaitan nel 1863.